# Grêmio Esportivo Juventus
El Grêmio Esportivo Juventus es un club de fútbol brasilero de la ciudad de Jaraguá do Sul. Fue fundado en 1966 y desde 2023 jugará en el Campeonato Catarinense Serie B.

## Entrenadores
- Adão Goulart (1978)[5]
- Edson Belmonte (?–febrero de 2010)[6]
- José Esdras Costa (febrero de 2010–?)[7]
- Fábio Trindade (?–julio de 2015)[8]
- Edson Borges (julio de 2015–?)[8]
- Eduardo Clara (abril de 2016–?)[9]
- Eduardo Rodrigues (?–agosto de 2017)[10]
- Eduardo Clara (marzo de 2018–julio de 2018)[11][12]
- Celso Rodrigues (julio de 2018–?)[13]
- Jorginho (noviembre de 2019–?)[14]
- Raul Cabral (diciembre de 2020–marzo de 2021)[15][16]
- Pingo (marzo de 2021–julio de 2021)[17][18]
- Tuca Guimarães (julio de 2021–noviembre de 2021)[19][20]
- Paulo Foiani (noviembre de 2021–febrero de 2022)[21][22]
- João Mota (marzo de 2023–abril de 2023)[23][24]
- Márcio Nunes (abril de 2023–junio de 2023)[25][26]
- Silvio Criciúma (junio de 2023–2023)[27]
- Gelson Conte (marzo de 2024–presente)[3]